# 新嵊盆地

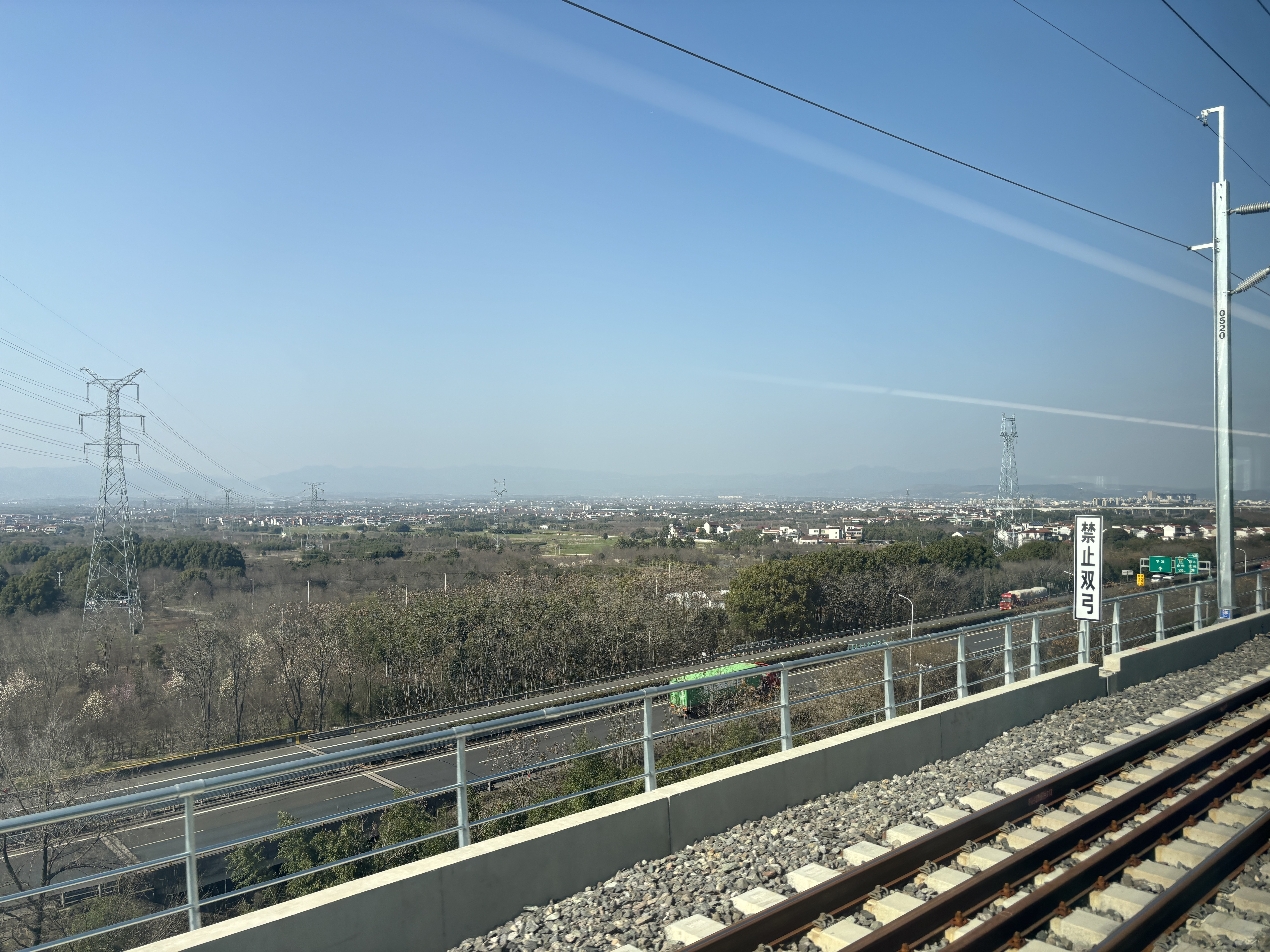
甘霖镇境内

新嵊盆地位于浙江省中北部，地域跨嵊州市和新昌县，是一个地形相对完整的盆地，冷空气难进难出，热量充足。盆地略呈三角形，西北、东北二边界各长约30千米，盆缘海拔100米左右，为基性火山岩夹河湖相砂砾岩层。

## 古代传说
传说数千年前这块盆地是一片湿地，经过大禹的排水治理，形成了新嵊盆地。